# Нуоливаара, Ауни
А́уни Эли́сабет Нуоли́ваара (фин. Auni Elisabeth Nuolivaara, до 1906 года Ла́гус фин. Lagus, с 1906 по 1909 Хи́рвенсало фин. Hirvensalo; 22 мая 1883, Корпилахти, Тавастгусская губерния — 26 октября 1972, Тампере, Хяме) — финская писательница, художница и дирижёр. Наиболее известна благодаря своему роману «Paimen, piika ja emäntä» (Пастушка, служанка и хозяйка), с которым она одержала победу в литературном конкурсе издательства «Отава» 1936 году. Этот роман также был переведен на несколько европейских языков.

## Биография
Родителями Нуоливаары были лектор Селим Йохан Эверт Лагус и Лидия Александра Дальстрём. Отец Ауни носил фамилию Лагус до 1906 года, после в связи с финнизацией он сменил фамилию на Хирвенсало. Он преподавал богословие и финский язык в шведской школе для девочек в Хельсинки.
Когда Ауни была ребёнком, её семья зимой жила в Хельсинки, а летом в Корпилахти. Когда Ауни было пять лет, её семья переехала в Лойкансаари (остров к северу от Савонлинны). После того, как её отец начал преподавать в Савонлиннском лицее, семья переехала в Савонлинну.
Она училась в начальной школе в Липери, средней школе для девочек в Савонлинне и в 1903 году окончила старшую школу в Тампере, а в 1905 году — учительскую семинарию в Хейнола. Сначала Нуоливаара преподавала в начальной школе в Савонлинне, а затем в Отавской народной гимназии близ Миккели. В 1909 году она вышла замуж за Армаса Исака Нуоливаару, директора Отавской народной гимназии. В 1910-х годах Нуоливаара совершил несколько учебных поездок и с 1914 по 1915 год находилась в Риме, где изучала искусство, а с 1916 по 1917 в Женеве, где изучала музыку. Она проработала учительницей в Отавской народной гимназии до 1925 года, а затем в 1926—1927 годах преподавала в народной гимназии Оривеси. В 1920 году в Миккели были организованы художественные выставки работ Нуоливаары, а в 1921 также в Котке и Савонлинне. Главный советник Лаури Хирвенсало и советник Олли Хирвенсало были её братьями.
Литературная карьера Ауни Нуоливаары началась довольно скромно в конце 20-х годов. Её первая книга была опубликована в 1927 году. Успех пришёл в 30-х годах, когда она под псевдонимом Тавастила (Tavastila) отправила свою рукопись «Paimen, piika ja emäntä» на литературный конкурс издателя «Отава».
На международном уровне продажи её романа были низкими, сначала он был переведён только на эстонский и латышский языки.
Ауни Нуоливара написала два продолжения «Isäntä ja emäntä» и «Päivä ja ehtoo», из этих трёх книг было выпущено сокращённое издание, которое было переведено на немецкий язык и опубликовано в 1940 году под названием «Kleine standhafte» Katri".
Роман «Paimen, piika ja emäntä» также был переведён на норвежский, венгерский, голландский и японский языки. В 1984 году по мотивам этого романа японской анимационной студией Nippon Animation был создан аниме-сериал «Makiba no Shoujo Katori».